# نيشان أقدس
نيشان الأقدس (الفارسية: نشان اقدس؛ ويعني: الوسام الأكثر قدسية) كان نظامًا إمبراطوريًا إيرانيًا أسسه ناصر الدين شاه قاجار في عام 1870. كان هناك ثلاث طبقات، مع أسلوبين مختلفين للإيرانيين (سردار) والأجانب (نيشان). حُل الوسام بعد انهيار سلالة القاجاريين.
وكانت الطبقات الثلاث هي:
- الأقدس (الدرجة الأولى )
- القدس (مقدس جدًا، الدرجة الثانية)
- المقدسات ( الدرجة الثالثة)

## المستلمون
- أحمد شاه القاجاري‌
- أمان الله خان
- إدوارد السابع ملك المملكة المتحدة
- خزعل الكعبي
- كمران ميرزا نياب السلطنة
- شاهزداه منصور ميرزا [الإنجليزية]
- مسعود ميرزا ظل السلطان
- الضباط
  - رضا بهلوي
  - خزعل الكعبي

## طالع أيضًا
- أريامهر [الإنجليزية]
- وسام الأسد والشمس [الإنجليزية]
- وسام أفتاب [الإنجليزية]
- وسام ذو الفقار

## روابط خارجية
- الأوسمة والزخارف الإيرانية